# FC Sellier & Bellot Vlašim
Football Club Sellier & Bellot Vlašim a.s. – czeski klub piłkarski grający w Fotbalova národní liga, mający siedzibę w mieście Vlašim.

## Historyczne nazwy
- 1922 - AFK Vlašim (Atletický fotbalový klub Vlašim)
- 1951 - ZSJ Zbrojovka Vlašim (Základní sportovní jednota Zbrojovka Vlašim)
- 1953 - DSO Spartak Vlašim (Dobrovolná sportovní organizace Spartak Vlašim)
- 1961 - TJ Spartak Vlašim (Tělovýchovná jednota Spartak Vlašim)
- 1974 - TJ Spartak BS Vlašim (Tělovýchovná jednota Spartak Blanické strojírny Vlašim)
- 1993 - FC BS Vlašim (Football Club Blanické strojírny Vlašim)
- 1994 - FC Agrox Vlašim (Football Club Agrox Vlašim)
- 1998 - FC Vlašim (Football Club Vlašim)
- 2006 - FC Graffin Vlašim (Football Club Graffin Vlašim)
- 2016 - FC Sellier & Bellot Vlašim (Football Club Sellier & Bellot Vlašim)

## Historia
Klub został założony w 1922 roku jako AFK Vlašim (Atletický fotbalový klub Vlašim). W 1966 roku klub po raz pierwszy w swojej historii awansował do drugiej ligi czechosłowackiej. W sezonie 1967/1968 awansował do półfinału Pucharu Czechosłowacji, jednak uległ w nim Slovanowi Bratysława. W 1968 roku zajął 2. miejsce w drugiej lidze. W 1970 roku spadł do trzeciej ligi. Do drugiej ligi wrócił w 1974 roku. W sezonie 1977/1978 ponownie grał w półfinale Pucharu Czechosłowacji, jednak przegrał w nim z Baníkiem Ostrawa. W 1981 roku klub spadł do trzeciej ligi. Na drugi poziom rozgrywkowy zespół wrócił w sezonie 2008/2009, kiedy to zajął 1. miejsce w trzeciej lidze czeskiej.

## Sukcesy
- Česká fotbalová liga
  - mistrzostwo (1): 2008/2009

## Stadion
Domowe mecze klub rozgrywa na stadionie v Kollárově ulici w mieście Vlašim, który może pomieścić 6000 widzów.

## Reprezentanci kraju grający w klubie
Stan na kwiecień 2018..
| - Antonín Barák - Lukáš Droppa - Milan Dvořák - Michael Krmenčík | - Petr Mareš - František Šafránek - Peter Grajciar |

## Skład na sezon 2016/2017
| Nr | Poz. | Piłkarz          |
| -- | ---- | ---------------- |
| 1  | BR   | Vojtěch Vorel    |
| 5  | PO   | Lukáš Vebr       |
| 9  | PO   | Ondřej Průcha    |
| 11 | NA   | Jan Jícha        |
| 13 | OB   | Jakub Štochl     |
| 18 | PO   | Ladislav Janda   |
| 21 | OB   | Petr Breda       |
| -  | BR   | Michal Drápela   |
| -  | BR   | Filip Nguyen     |
| -  | OB   | Marek Čepelák    |
| -  | OB   | Bernardo Frizoni |
| -  | OB   | Michal Hell      |
| -  | OB   | Peter Kavka      |
| -  | OB   | Jiří Petrů       |

| Nr | Poz. | Piłkarz         |
| -- | ---- | --------------- |
| -  | OB   | Jiří Pimpara    |
| -  | OB   | Jaroslav Stary  |
| -  | OB   | Jiří Petrů      |
| -  | OB   | Jan Vondra      |
| -  | PO   | Vojtěch Gebert  |
| -  | PO   | Martin Hašek    |
| -  | PO   | Jiří Kulhánek   |
| -  | PO   | Rudolf Reiter   |
| -  | PO   | Daniel Tarczal  |
| -  | PO   | Miroslav Verner |
| -  | NA   | Karel Hejný     |
| -  | NA   | Tomáš Matejka   |
| -  | NA   | Jakub Nečas     |
| -  | NA   | Daniel Veselý   |

## Trenerzy klubu od 2007
Stan na maj 2016.
| - Zdeněk Hašek (2 lipca 2007 – 12 listopada 2008) - Roman Nádvorník (1 stycznia 2009 – 9 października 2010) - Milan Matějka (12 października 2010 – 8 listopada 2010) - Boris Kočí (4 stycznia 2011 – 8 czerwca 2011) - Roman Nádvorník (15 czerwca 2011 – 23 listopada 2011) | - Luboš Urban (7 grudnia 2011 – 30 czerwca 2012) - Martin Frýdek (1 lipca 2012 – 15 kwietnia 2013) - Michal Horňák (19 kwietnia 2013 – 18 listopada 2013) - Vlastimil Petržela (1 stycznia 2014 – 28 grudnia 2015) - Martin Hašek (1 stycznia 2016 –) |